# Yuishinkai aikido
Yuishinkai aikido (jap.: 合氣道 唯心 会), škola japanske borilačke vještine aikido. 

## Povijest
Yuishinkai aikido je škola aikida, koju je 1996. godine osnovao bivši instruktor Aikikaija i predsjednik Ki no Kenkyukai Koretoshi Maruyama. Yuishinkai aikido ima mnogo dođoa koji djeluju u Japanu, Australiji, Novom Zelandu, Singapuru, Filipinima, Argentini, Nizozemskoj, Njemačkoj, Danskoj, Velikoj Britaniji, Norveškoj i Sjedinjenim Američkim Državama. Koretoshi Maruyama bio je izravni učenik osnivača aikida Moriheija Ueshibe. Nosilac je 6. dana u aikidu. Danas putuje svijetom održavajući seminare.
Yoishinkai aikido je škola koja se fokusira na četiri nivoa tehnika aikida i s velikim utjecajem korištenja mača iz Daito-rju Aiki-džiju-džicu i Shinkage-ryū. Organizaciju je na međunarodnom nivou vodio Michael Williams do umirovljenja 2012. godine. U veljači 2016. Maruyama je imenovao je Petera Kellyja i Martijna van Hemmena za međunarodne instruktore. U prosincu 2016. imenovao je Katsuaki Motegi svojim nasljednikom.

## Vanjske poveznice
- Yuishinkai aikido